# Dendropsophus leali
Dendropsophus leali es una especie de anfibios de la familia Hylidae.
Habita en Bolivia, Brasil, Perú y posiblemente Colombia.
Sus hábitats naturales incluyen bosques tropicales o subtropicales secos y a baja altitud, pantanos tropicales o subtropicales, marismas intermitentes de agua dulce, jardines rurales y zonas previamente boscosas ahora muy degradadas.